# ペドロ・A・テノリオ
ペドロ・アグルト・テノリオ（英語: Pedro Agulto Tenorio, 1941年8月8日 - ）は、北マリアナ諸島・サイパン島出身の政治家。ピート・A・テノリオとも呼ばれる。1982年から1990年まで北マリアナ諸島の第2代副知事。2002年から2010年までの北マリアナ諸島住民代表。所属は共和党。

## 経歴・人物
2002年1月14日、テノリオは北マリアナ諸島の第4代住民代表に就任した。2008年に住民代表は投票権のない下院議員に置き換えられたため、最後の駐米代表であった。北マリアナ諸島初の下院議員選挙に共和党から出馬したが、民主党系無所属のグレゴリオ・サブランに敗れた。